# Basilia
Santa Basilia (119 o 120-siglo II) es una virgen y mártir cristiana.

## Hagiografía
Según la tradición, Basilia, nacida supuestamente en Bayona o Braga en el año 119 o 120, fue una de las nueve hijas que Calsia, esposa del entonces gobernador romano de Gallaecia y Lusitania Lucio Castelio Severo, dio a luz en un único parto. Asustada por el múltiple alumbramiento y temiendo ser repudiada por infidelidad, Calsia decidió deshacerse de las niñas, por lo que encomendó a su servidora Sila ahogarlas en secreto en el Río Este (según otras fuentes el río Miñor). Sila, quien era cristiana, optó por dejar a las recién nacidas en casa de varias familias conocidas, quienes las educaron en la fe católica, siendo todas ellas bautizadas por San Ovidio, obispo de Braga. Tras comparecer años después ante su propio padre acusadas de ser cristianas y sabiendo este que eran sus hijas, Basilia y sus hermanas (Librada, Marina, Victoria, Germana, Quiteria, Eufemia, Marciana y Genibera) rechazaron su oferta de vivir rodeadas de lujos y comodidades a cambio de renegar de Cristo. Lucio tomó la decisión de encarcelarlas con el fin de atemorizarlas, si bien las hermanas lograron escapar, viéndose obligadas a huir a diferentes lugares y siendo finalmente todas ellas martirizadas. Otra versión afirma, no obstante, que Lucio descubrió su partenidad durante el proceso tras advertir el parecido de las hermanas con su esposa Calsia, quien terminaría por confesar la verdad, concediendo el gobernador a sus hijas un día de plazo para decidir entre renunciar al cristianismo o morir (habiéndolas amenazado anteriormente con el suplicio), momento en que todas ellas huyeron.
Al parecer, Basilia sufrió martirio en Siria, aunque también se afirma que murió de muerte natural, siendo probable que esta parte de su hagiografía se confunda con la de Santa Basilisa a causa de la tergiversación histórica llevada a cabo por Jerónimo Román de la Higuera.